# Мароа
Мароа (исп. Maroa) — небольшой город на юге Венесуэлы, на территории штата Амасонас. Является административным центром одноимённого муниципалитета.

## История
Мароа был основан касиком Марувой в 1760 году.

## Географическое положение
Мароа расположен на западе штата, вблизи границы с Колумбией, на левом берегу Риу-Негру, на расстоянии приблизительно 321 километра к югу от города Пуэрто-Аякучо, административного центра штата. Абсолютная высота — 97 метров над уровнем моря.

## Население
По данным Национального института статистики Венесуэлы, численность населения города в 2013 году составляла 2026 человек.

## Транспорт
К востоку от Мароа имеется небольшой аэропорт (ICAO: SVMV).